# NOMOS
NOMOS is een afkorting voor NOise MOnitoring System en wordt door Schiphol gebruikt om vlucht- en geluidsgegevens te analyseren. Hiertoe zijn er 41 meetposten ingedeeld in plaatsen rond Schiphol. Gegevens van de metingen zijn te volgen via de website van de luchthaven.